# حذف گریکو
حذف گریکو (به انگلیسی: Grieco elimination) یک واکنش آلی است که به صورت واکنش حذفی یک الکل اولیه آلیفاتیک از طریق یک سلنید به یک آلکن ترمینال توصیف می‌شود. این واکنش به افتخار پل گریکو شیمیدان آمریکایی نامگذاری شده است.
الکل ابتدا با o-نیتروفنیل‌سلنوسیانات و تری‌بوتیل‌فسفین واکنش می‌دهد تا از طریق یک جانشینی هسته‌دوستی بر روی سلنیومِ دارای کمبود الکترون، یک سلنید تشکیل دهد. در مرحله دوم سلنید با هیدروژن پراکسید، اکسید می‌شود تا سلنوکسید به دست آید. این ساختار توسط یک مکانیسم حذف Ei با دفع سلنول به روشی شبیه به حذف کوپ تجزیه می‌شود و یک آلکن تشکیل می‌دهد. این واکنش در سنتز حلقه C در سنتز جامع تاکسول دنیشفسکی کاربرد دارد.
مرحله حذف با اولفینی کردن Clive-Reich-Sharpless رایج است که از PhSeX به عنوان منبع سلنیوم استفاده می‌کند.